# Municipio de Newark (Nebraska)
El municipio de Newark (en inglés: Newark Township) es un municipio ubicado en el condado de Kearney en el estado estadounidense de Nebraska. En el año 2010 tenía una población de 198 habitantes y una densidad poblacional de 3,28 personas por km².

## Geografía
El municipio de Newark se encuentra ubicado en las coordenadas 40°37′59″N 98°59′23″O / 40.63306, -98.98972. Según la Oficina del Censo de los Estados Unidos, el municipio tiene una superficie total de 60.36 km², de la cual 60,36 km² corresponden a tierra firme y (0 %) 0 km² es agua.

## Demografía
Según el censo de 2010, había 198 personas residiendo en el municipio de Newark. La densidad de población era de 3,28 hab./km². De los 198 habitantes, el municipio de Newark estaba compuesto por el 99,49 % blancos y el 0,51 % eran de una mezcla de razas. Del total de la población el 0 % eran hispanos o latinos de cualquier raza.